# ГЕС Srok Phu Miêng
ГЕС Srok Phu Miêng — гідроелектростанція у південній частині В'єтнаму. Розташована після ГЕС Кан-Дон, становить нижній ступінь у каскаді на річці Бі, правій притоці Донг-Най (тече на цій ділянці у південному напрямку до злиття на околиці Хошиміна з річкою Сайгон, після чого під назвою Soài Rạp досягає Південно-Китайського моря).
У межах проекту долину річки перекрили греблею висотою 31 метр, довжиною 2200 метрів та шириною по гребеню 10 метрів. Вона утримує водосховище з площею поверхні 16,4 км2 та об'ємом 99,3 млн м3 (корисний об'єм 28,6 млн м3), в якому припустиме коливання рівня поверхні в операційному режимі між позначками 70 та 72 метри НРМ (у випадку повені останній показник може зростати до 73,6 метра НРМ).
Пригреблевий машинний зал обладнали двома турбінами типу Каплан потужністю по 25,5 МВт, які при напорі від 11 до 22 метрів (номінальний напір 19 метрів) забезпечують виробництво 228 млн кВт-год електроенергії на рік.
Видача продукції відбувається по ЛЕП, розрахованій на роботу під напругою 110 кВ.